# Aleksandr Słonimski
Aleksandr Leonidowicz Słonimski (ros. Александр Леонидович Слонимский; ur. 11 maja?/23 maja 1881 w Petersburgu, zm. 14 października 1964 w Moskwie) – rosyjski literaturoznawca i pisarz.
Był synem prawnika Leonida Ludwika Słonimskiego, bratem pisarza Michaiła i muzykologa amerykańskiego Nicolasa Słonimskiego, stryjecznym bratem Antoniego Słonimskiego. Był cenionym znawcą twórczości Puszkina. 
Po ukończeniu III gimnazjum w Petersburgu studiował na wydziale historyczno-filozoficznym Uniwersytetu Petersburskiego, po ukończeniu studiów został nauczycielem Gimnazjum Jekatierińskiego. Pierwsze prace naukowe Aleksandra Słonimskiego ukazały się w roku 1903. Publikował też (pod pseudonimem lub bezimiennie) recenzje w dziennikach petersburskich. W 1904 roku opublikował w „Istoriczeskom Wiestnikie” pracę o poglądach politycznych Puszkina, w której dowodził, że poeta do końca życia pozostawał wierny ideałom dekabrystów.
Po rewolucji październikowej został członkiem kolegium redakcyjnego czasopisma „Byłoje”. W 1919 roku wyjechał do Czernihowa, gdzie wykładał w Instytucie Pedagogicznym. W 1921 powrócił do Piotrogrodu. Do 1929 wykładał w Instytucie Pedagogicznym im. N. Krupskiej. Nadal publikował prace poświęcone twórczości Puszkina.
Przeżył blokadę Leningradu, w ciężkim stanie został ewakuowany do Moskwy, gdzie pozostał na stałe. Wskutek bombardowania uległy zniszczeniu zbiory dokumentów związanych z twórczością Puszkina.
Uzyskał stopień doktora nauk 26 lutego 1948, ale nominacja została zakwestionowana przez moskiewską komisję ekspertów, co przeszkodziło publikacji pracy doktorskiej.